# Squadra belga di Fed Cup
La squadra belga di Fed Cup rappresenta il Belgio nella Fed Cup, ed è posta sotto l'egida della Royal Belgian Tennis Federation.
La squadra partecipa alla competizione dal 1963 (la prima edizione della manifestazione), e vanta un totale di due finali, di cui una vinta e una persa. La prima nell'edizione del 2001 quando sconfisse la Russia 2-1 a Madrid, la seconda quando perse contro l'Italia 3-2 a Charleroi.

## Risultati
= Incontro del Gruppo Mondiale

### 2010-2019
| Anno | Turno                         | Data          | Sede            | Avversario  | Punteggio | Esito     |
| ---- | ----------------------------- | ------------- | --------------- | ----------- | --------- | --------- |
| 2010 | Gruppo Mondiale II            | 6-7 febbraio  | Bydgoszcz (POL) | Polonia     | 3 – 2     | Vittoria  |
| 2010 | Spareggi Gruppo Mondiale      | 24-25 aprile  | Hasselt (BEL)   | Estonia     | 3 – 2     | Vittoria  |
| 2011 | Gruppo Mondiale, 1º turno     | 5-6 febbraio  | Anversa (BEL)   | Stati Uniti | 4 – 1     | Vittoria  |
| 2011 | Gruppo Mondiale, Semifinale   | 16-17 aprile  | Charleroi (BEL) | Rep. Ceca   | 2 – 3     | Sconfitta |
| 2012 | Gruppo Mondiale, 1º turno     | 4-5 febbraio  | Charleroi (BEL) | Serbia      | 2 – 3     | Sconfitta |
| 2012 | Spareggi Gruppo Mondiale      | 21-22 aprile  | Tokyo (JPN)     | Giappone    | 1 – 4     | Sconfitta |
| 2013 | Gruppo Mondiale II            | 9-10 febbraio | Berna (SUI)     | Svizzera    | 1 – 4     | Sconfitta |
| 2013 | Spareggi Gruppo Mondiale II   | 20-21 aprile  | Koksijde (BEL)  | Polonia     | 1 – 4     | Sconfitta |
| 2014 | Gruppo I, Fase a gironi       | 4 febbraio    | Budapest (HUN)  | Lussemburgo | 3 – 0     | Vittoria  |
| 2014 | Gruppo I, Fase a gironi       | 5 febbraio    | Budapest (HUN)  | Paesi Bassi | 0 – 3     | Sconfitta |
| 2014 | Gruppo I, Fase a gironi       | 7 febbraio    | Budapest (HUN)  | Croazia     | 3 – 0     | Vittoria  |
| 2014 | Gruppo I, Playoff 5º-8º posto | 9 febbraio    | Budapest (HUN)  | Portogallo  | 2 – 1     | Vittoria  |
| 2015 | Gruppo I, Fase a gironi       | 4 febbraio    | Budapest (HUN)  | Lettonia    | 3 – 0     | Vittoria  |
| 2015 | Gruppo I, Fase a gironi       | 5 febbraio    | Budapest (HUN)  | Israele     | 3 – 0     | Vittoria  |
| 2015 | Gruppo I, Fase a gironi       | 6 febbraio    | Budapest (HUN)  | Croazia     | 1 – 2     | Sconfitta |
| 2015 | Gruppo I, Playoff 5º-8º posto | 7 febbraio    | Budapest (HUN)  | Ungheria    | 0 – 3     | Sconfitta |